# Phạm trù các quan hệ
Trong toán học, phạm trù Rel (viết tắt của "relation", từ tiếng Anh cho "quan hệ") có đối tượng là các tập hợp và cấu xạ là các quan hệ hai ngôi.
Một cấu xạ R: A → B được cho bởi R ⊆ A × B.
Phép hợp hai quan hệ R: A → B và S: B → C được cho bởi
(a, c) ∈ S o R  khi và chỉ khi tồn tại b ∈ B, (a,b) ∈ R và (b,c)∈S. 